# Архипов, Анатолий Семёнович
Анато́лий Семёнович Архи́пов (3 июля 1925, Лужки — 20 мая 2007, Москва) — советский футболист и хоккеист. Мастер спорта СССР. По завершении карьеры игрока работал футбольным тренером. Заслуженный тренер Украинской ССР.

## Биография
В детстве играл в хоккей с мячом, в юношеской команде московского «Динамо». Партнёрами по команде были известные в будущем хоккеисты Юрий Тарасов и Борис Кулагин. В 1944 году стал игроком московских «Крыльев Советов», одновременно играя как в хоккей (на позиции правого нападающего), так и в футбол (на позиции защитника). В 1946 году по приглашению Анатолия Тарасова стал игроком московского клуба по хоккею с шайбой ВВС МВО, продолжая участвовать в соревнованиях по двум видам спорта. Выступая в тройке с такими хоккеистами как Всеволод Бобров и Виктор Шувалов, в 1950 и 1951 годах стал чемпионом СССР по хоккею с шайбой. В то же время, в высшей лиге чемпионата СССР по футболу выступал за московские команды «Трудовые резервы» и ВВС.
Закончив карьеру хоккеиста сосредоточился на футболе. В 1953 году стал игроком московского «Торпедо», в том же году выиграв бронзу чемпионата СССР. Проведя затем ещё 2 сезона за «автозаводцев», в 1956 году, по приглашению бывшего одноклубника Николая Морозова перешёл в днепропетровский «Металлург», в то время выступавший в классе «Б». Цвета «Металлурга» защищал на протяжении 2-х лет, после чего сыграл сезон за кадиевский «Шахтёр».

### Тренерская карьера
В 1961 году работал тренером в криворожском «Авангарде», а следующем году — в калининградской «Балтике». Затем тренировал тернопольский «Авангард», в частности в 1965—1966 годах — в качестве главного тренера. Затем в 1967 году стал тренером днепропетровского «Днепра», а в следующем году был назначен старшим тренером кировоградской «Звезды». Проработав в Кировограде год, в 1969 году вернулся в «Днепр», на должность тренера в штабе Валерия Лобановского, а позднее — начальника команды. В 1971 году, после выхода «Днепра» в высшую лигу чемпионата СССР, получил звание заслуженного тренера УССР. Затем работал на посту тренера в симферопольской «Таврии», запорожском «Металлурге» и никопольском «Колосе», а также в качестве главного тренера в липецком «Металлурге», новомосковском «Химике» и сумском «Фрунзенце».

## Достижения

### Командные

#### В хоккее
- Чемпион СССР (2): 1949/1950, 1950/1951
- Серебряный призёр чемпионата СССР: 1948/1949

#### В футболе
- Бронзовый призёр чемпионата СССР: 1953

### Индивидуальные
- Мастер спорта СССР по хоккею (1950)
- Мастер спорта СССР по футболу (1969)
- Заслуженный тренер Украинской ССР (1971)